# استرپتوکوک اینیه
استرپتوکوک اینیه (Streptococcus iniae)، گونه‌ای از استرپتوکوک است که اولین بار از دولفین‌های آمازون در دهه ۱۹۷۰ جدا شد. این باکتری، یکی از مهم‌ترین پاتوژنهای ماهی‌ها در سرتاسر جهان محسوب می‌شود بطوریکه در هر سال، ۱۰۰ میلیون دلار خسارت بر صنعت ماهیگیری وارد می‌کند. ماهی‌هایی مانند تیلاپیا و قزل آلای رنگین کمان به استرپتوکوک اینیه حساس می‌باشند. عفونت در ماهی به شکل‌های مننگوانسفالیت، زخم‌های پوستی و سپتی سمی (عفونت خون)، خود را نشان می‌دهد.
عفونت‌های استرپتوکوک اینیه گاهی در انسان به‌ویژه افرادی که با ماهی سروکار دارند، دیده شده‌است؛ مانند سپسیس، سندرم شوک سمی، التهاب پوست، مهره کمر و لایه داخلی قلب (اندوکاردیت). تشخیص این باکتری در آزمایشگاه با استفاده از روش‌های مرسوم، مشکل است. استرپتوکوک اینیه را نمی‌توان با استفاده از تقسیم‌بندی لنسفیلد، طبقه‌بندی کرد. تاکنون ۲ سروتیپ از باکتری کشف شده‌است.

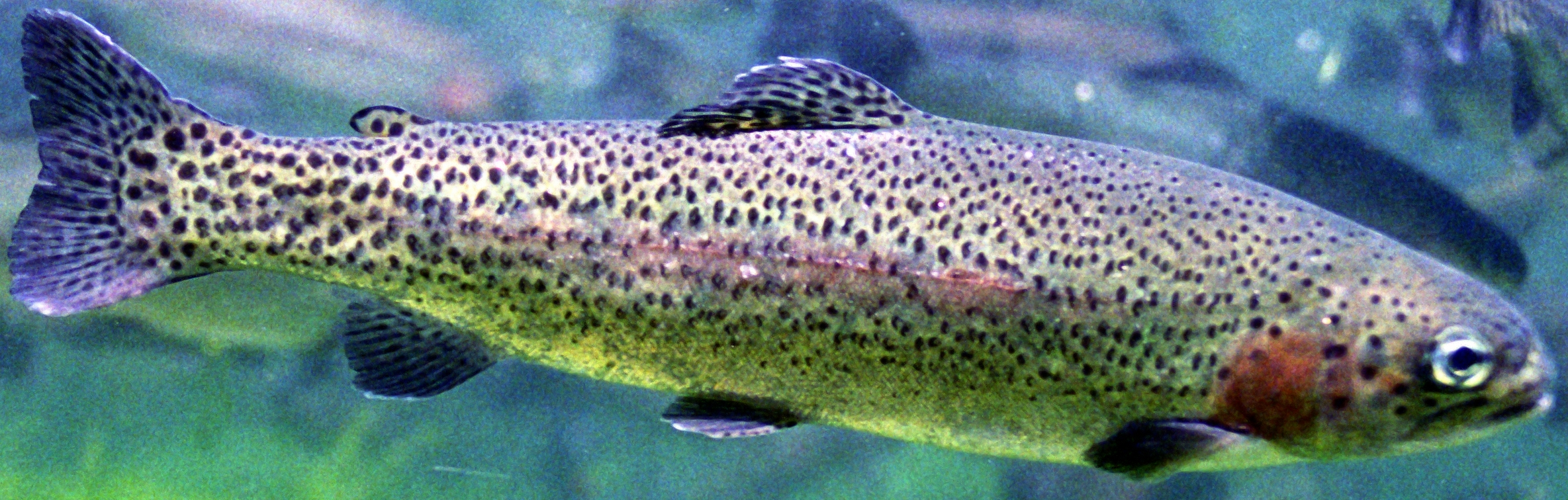
تاکنون همه‌گیری‌هایی از عفونت استرپتوکوک اینیه در قزل آلای رنگین کمان در ژاپنو اسرائیل اتفاق افتاده‌است (در تصویر، یک ماهی قزل آلای سالم دیده می‌شود)

از آنتی‌بیوتیک‌هایی مانند فلوروکوئینولون‌ها، آموکسی سیلین، اریترومایسین، فورازولیدون و اکسی تتراسایکیلین برای درمان عفونت‌های استرپتوکوک اینیه استفاده شده‌است. واکسیناسیون در ماهی‌ها موفقیت اندکی داشته‌است زیرا مدت ایمنی زایی آن، بیشتر از ۶ ماه نبوده‌است. پنی سیلین، داروی انتخابی برای درمان پستانداران مانند انسان است.